# Кальницький полк
Кальницький (Вінницький) полк — адміністративно-територіальна та військова одиниця XVII ст. у Правобережній Україні. Полковий центр — місто Кальник (нині село в складі Дашівської територіальної громади, Гайсинського району, Вінницької області).

## Історія
Полк існував з 1648 по 1678 та з 1704 по 1708 роки. З центрами в Кальнику 1648—1653, 1667—1678 роках і Вінниці 1653—1667 роках. Після перенесення центру отримав назву Вінницького.
Восени 1649 року до полку приєднано територію та особовий склад Животівського та Подільського полків.
1649 року налічував 2050 козаків і складався з 19 сотень: Бабинської, Балабанівської, Борщагівської, Вінницької, Вороновицької, Дашівської, Животівської, Жорницької, Іллінецької, Кальницької, Кунянської, Липовецької, Немирівської, Ометинської, Погребищенської, Прилуцької, Рахнівської, Теплицької і Тетіївської.
1653 року формацію було реорганізовано — окрім перенесення адміністративного центру до Вінниці, полк також чисельно значно зменшився. За списками 1654-го новостворений Вінницький полк вже має не 19 сотень, як Кальницький, а лише 9: 4 перейшли до Паволоцького полку (1651), а 6 ліквідовано після Білоцерківської угоди.
У 1654 року на території Вінницького полку налічувалось 62 населені пункти. Порубіжне положення полку обумовило часту участь козаків цього полку в боях з польськими військами під час Визвольної війни.
Після передачі Росією в 1667 році Правобережної України Польщі, за Андрусівським миром, полк занепав і був об'єднаний з Брацлавським полком. Кілька невдалих спроб відновлення Кальницького полку були зроблені гетьманами Іваном Мазепою та Іваном Скоропадським.

## Полковники
Полк очолювали полковники: Остап (Євстафій) Усваницький (1648—1649), Іван Федоренко (1649—1650, 1654), Остап Гоголь (1649,1674), Іван Богун (1650, 1651, 1653—1657), Петро Стягайло (1652), Іван Сірко (1658—1659), Василь Варениця (1659—1665), був страчений Ю. Хмельницьким у 1676 році, Іван Вертелецький (1659—1660), Михайло Радкевич (1661), Самійло Самусь (1688—1699), а також О. Вінницький, В. Лобойко, В. Верениця (Варяниця), С. Коваленко, Т. Хмура, Мельник, К. Михалевський, М. Патович, Реврик, Г. Ковалевський, Г. Негревецький, О. Волошин (1704—1708). Коваленко (Ковалевський) був убитий Ю. Хмельницьким за «погане постачання провіанту до Немирова».